# Duktoskopie
Die Duktoskopie, auch Galaktoskopie oder Milchgangsspiegelung genannt, ist eine minimal-invasive Untersuchungsmethode zur Betrachtung (Spiegelung) der Milchgänge der weiblichen Brust.

## Anwendungen
In der Senologie, einer Teildisziplin der Gynäkologie und Chirurgie, wird die Duktoskopie zur Diagnostik bei unklaren Flüssigkeitsabsonderungen aus der Brustwarze angewandt. Diese Sekretion kann durch gut- und bösartige Neubildungen wie Papillome der Milchgänge oder Brustkrebs verursacht werden. Anders als bei der Galaktographie, einem mammografischen Zusatzverfahren, kann man bei der Duktoskopie den Milchgang direkt von innen betrachten und damit selbst kleinste Veränderungen erkennen.

## Durchführung
Nach einer Darstellung des Gebiets mittels Ultraschall wird in Allgemein- oder Lokalanästhesie durch Druck eine Sekretion ausgelöst, der betreffende Milchgang sondiert und etwas aufgedehnt. Danach lässt sich ein semiflexibles Duktoskop über eine Hülse unter Auffüllen des Milchgangs mit physiologischer Kochsalzlösung einführen. Das Instrument hat eine Länge von 7,5 bis 9,5 cm, so dass man den Milchgang bis zu dieser Länge mit seinen Aufzweigungen untersuchen kann.
Bei Auffälligkeiten können zytologische Abstriche oder gezielte Biopsien gewonnen werden.

## Geschichte
Die Methode der Duktoskopie wurde erstmals 1988 von M. Teboul, einem französischen Radiologen,  publiziert und seitdem kontinuierlich weiterentwickelt.
1995 begann eine Arbeitsgruppe an der Ruprecht-Karls-Universität Heidelberg sich der Methode auch in Deutschland zu widmen. 1999 wurde die Duktoskopie an der Ernst-Moritz-Arndt-Universität Greifswald, als erster Einrichtung in Deutschland, unter Federführung von Ralf Ohlinger fest etabliert und klinisch eingesetzt.